# Llista de topònims d'Escaró
Llista de topònims (noms propis de lloc) d'Escaró (Conflent).
Informació actualitzada per un bot. Els canvis manuals es perdran quan s'actualitzi!

## cim
| imatge | Nom                  | Ubicat a                          | instància de | Detalls | coordenades                                                                             | Protecció | Commons (més fotos) | Dades a WD                    |
| ------ | -------------------- | --------------------------------- | ------------ | ------- | --------------------------------------------------------------------------------------- | --------- | ------------------- | ----------------------------- |
|        | Pic de Tres Estelles | Pi de Conflent Saorra Nyer Escaró | cim muntanya |         | 42° 30′ 32″ N, 2° 19′ 24″ E / 42.508771955°N,2.32321679045°E 2099 msnm                  |           |                     | Modifica les dades a Wikidata |
|        | Puig de la Segalissa | Escaró Nyer                       | cim muntanya |         | 42° 30′ 55″ N, 2° 18′ 37″ E / 42.51523611111111°N,2.3103583333333333°E 1684 1795.4 msnm |           |                     | Modifica les dades a Wikidata |

## església
| imatge | Nom                    | Ubicat a     | instància de          | Detalls                      | coordenades                                                                     | Protecció | Commons (més fotos)               | Dades a WD                    |
| ------ | ---------------------- | ------------ | --------------------- | ---------------------------- | ------------------------------------------------------------------------------- | --------- | --------------------------------- | ----------------------------- |
|        | Sant Martí d'Escaró    | Escaró       | església Ús: església | Estil: arquitectura romànica | 42° 32′ 13″ N, 2° 19′ 02″ E / 42.5369°N,2.31732°E 890.7 msnm                    |           | Église Saint-Martin d'Escaro      | Modifica les dades a Wikidata |
|        | Santa Cristina d'Aituà | Escaró Aituà | església              |                              | 42° 32′ 21″ N, 2° 19′ 56″ E / 42.53905°N,2.3323°E Catalunya del Nord 789.1 msnm |           | Chapelle Sainte-Christine d'Aytua | Modifica les dades a Wikidata |
|        | Santa Maria d'Escaró   | Escaró       | església              | Estat: enderrocat o destruït | 42° 32′ 17″ N, 2° 18′ 56″ E / 42.53801667°N,2.31544444°E 893 msnm               |           |                                   | Modifica les dades a Wikidata |

## port de muntanya
| imatge | Nom                   | Ubicat a            | instància de     | Detalls | coordenades                                                                   | Protecció | Commons (més fotos) | Dades a WD                    |
| ------ | --------------------- | ------------------- | ---------------- | ------- | ----------------------------------------------------------------------------- | --------- | ------------------- | ----------------------------- |
|        | Coll de Fins          | Escaró Fullà Saorra | port de muntanya |         | 42° 32′ 22″ N, 2° 20′ 20″ E / 42.539558°N,2.338989°E 896.5 msnm               |           |                     | Modifica les dades a Wikidata |
|        | Coll de Tres Estelles | Escaró Nyer         | port de muntanya |         | 42° 30′ 59″ N, 2° 18′ 23″ E / 42.516288888889°N,2.3063472222222°E 1676.8 msnm |           |                     | Modifica les dades a Wikidata |
|        | Coll de la Llosa      | Escaró Nyer         | port de muntanya |         | 42° 31′ 55″ N, 2° 17′ 53″ E / 42.531808°N,2.298164°E 1192 msnm                |           | Coll de la Llosa    | Modifica les dades a Wikidata |

## Misc
| imatge | Nom                           | Ubicat a                  | instància de                              | Detalls                                       | coordenades | Protecció | Commons (més fotos) | Dades a WD                    |
| ------ | ----------------------------- | ------------------------- | ----------------------------------------- | --------------------------------------------- | --- | --------- | ------------------- | ----------------------------- |
|        | Aituà                         | Pirineus Orientals Escaró | poble                                     |                                               | 42° 32′ 22″ N, 2° 19′ 57″ E / 42.5395°N,2.3324°E 880 msnm                                                                                    |           | Aytua               | Modifica les dades a Wikidata |
|        | Bosc Comunal d'Escaró         | Escaró                    | bosc comunal                              | Superfície: 1.9km²                            | 42° 31′ 03″ N, 2° 18′ 53″ E / 42.5175°N,2.3147222222222°E                                                                                    |           |                     | Modifica les dades a Wikidata |
|        | Bosc Estatal de Tres Estelles | Escaró Saorra             | bosc estatal                              | Superfície: 9.38km²                           | 42° 31′ 20″ N, 2° 19′ 46″ E / 42.522222222222°N,2.3294444444444°E                                                                            |           |                     | Modifica les dades a Wikidata |
|        | Dòlmens del Pla d'Arques      | Escaró Fullà              | dolmen                                    |                                               | 42° 32′ 32″ N, 2° 20′ 23″ E / 42.54236111°N,2.33969444°E 929 msnm                                                                            |           |                     | Modifica les dades a Wikidata |
|        | Ribera d'Aituà                | Saorra Escaró             | curs d'aigua                              | Desemboca: Ribera de Vallmarçana Llarg: 4.8km | 42° 30′ 40″ N, 2° 19′ 46″ E / 42.511231°N,2.329375°E 42° 32′ 45″ N, 2° 19′ 28″ E / 42.545886°N,2.324517°E                                    |           |                     | Modifica les dades a Wikidata |
|        | Ribera de Vallmarçana         | Escaró Serdinyà           | riu                                       | Desemboca: Tet Llarg: 7.6km                   | 42° 31′ 57″ N, 2° 18′ 44″ E / 42.53260555555555°N,2.312327777777778°E 42° 33′ 56″ N, 2° 18′ 56″ E / 42.56552777777778°N,2.3155194444444445°E |           |                     | Modifica les dades a Wikidata |
|        | casa de la vila d'Escaró      | Escaró                    | instal·lació Ús: seu del govern local     |                                               | 42° 32′ 10″ N, 2° 18′ 51″ E / 42.5361843002304°N,2.31417514612083°E fr:66360 ESCARO                                                          |           | Town hall of Escaro | Modifica les dades a Wikidata |
|        | mines d'Escaró                | Escaró                    | mina                                      |                                               | 42° 32′ 16″ N, 2° 19′ 20″ E / 42.53777778°N,2.32222222°E 870 msnm                                                                            |           |                     | Modifica les dades a Wikidata |
|        | refugi forestal de Fontguera  | Escaró                    | instal·lació esportiva refugi de muntanya |                                               | 42° 31′ 18″ N, 2° 19′ 36″ E / 42.52174°N,2.32654°E fr:FOUNGUERE ESCARO 66360 Escaro                                                          |           |                     | Modifica les dades a Wikidata |